# Naftikós Ómilos Vouliagménis
Naftikós Ómilos Vouliagménis (grč.: Ναυτικός Όμιλος Βουλιαγμένης ) je grčki vaterpolski klub iz grada Vouliagmenija.
Klupske su boje plava i bijela.

## Povijest
Klub je utemeljen 1929. godine. 

## Uspjesi
Grčka vaterpolska prvenstva:
- 3 puta prvaci: 1991., 1997., 1998.

Grčki vaterpolski kup:
- 2 put osvajači: 1996., 1999.

Kup LEN:
- 1 put osvajači: 1997.

### Vaterpolistice
Grčka ženska vaterpolska prvenstva:
- prvakinje (9):  1991., 1993., 1994., 1997., 2003., 2005., 2006., 2007., 2010.

Grčki ženski vaterpolski kup:
- Kup prvakinja: 2009., 2010.
- Kup LEN: 2002/03.
- Superkup LEN: 2009.

## Vanjske poveznice
- Službene klupske stranice
- Klupska fotografska pismohrana[neaktivna poveznica] (na engleskom i grčkom)
- (tal.) (engl.) "La regina Alexia" - news item from the Water Polo Development World website  Arhivirana inačica izvorne stranice od 3. lipnja 2010. (Wayback Machine)